# Kraszewo-Gaczułty
Kraszewo-Gaczułty (prononciation : [kraˈʂɛvɔ ɡaˈt͡ʂuu̯tɨ]) est un village polonais de la gmina de Płońsk dans le powiat de Płońsk de la voïvodie de Mazovie dans le centre-est de la Pologne.

## Histoire
De 1975 à 1998, le village appartenait administrativement à la voïvodie de Ciechanów.